# 7345 Happer
A 7345 Happer (ideiglenes jelöléssel 1992 OF) egy marsközeli kisbolygó. Robert H. McNaught fedezte fel 1992. július 28-án.